# Jean de Rochetaillée
No se debe confundir con Jean de Roquetaillade (m. 1366).
Jean de Rochetaillée (Rochetaillée-sur-Saône, c. 1365 - Bolonia, 24 de marzo de 1437) fue un eclesiástico francés, obispo y cardenal.  

## Biografía

### Primeros años
Mencionado como Jean Dupuy, Jean de Font o Jean de Pierrecize,pero conocido históricamente como Jean de Rochetaillée por su lugar de origen (en latín Joannes de Rupescissa), nació en el seno de una familia humilde, hijo de un pescador del río Saona.  Por este motivo no hay noticias seguras de su educación: según la tradición, hizo sus primeros estudios con el cura de la parroquia local y los prosiguió en la catedral de Lyon, donde oficiaba como infante de coro.  Tras doctorarse en Derecho civil y canónico, probablemente en la Universidad de París, fue oficial de la iglesia de Rouen y corrector de cartas apostólicas.

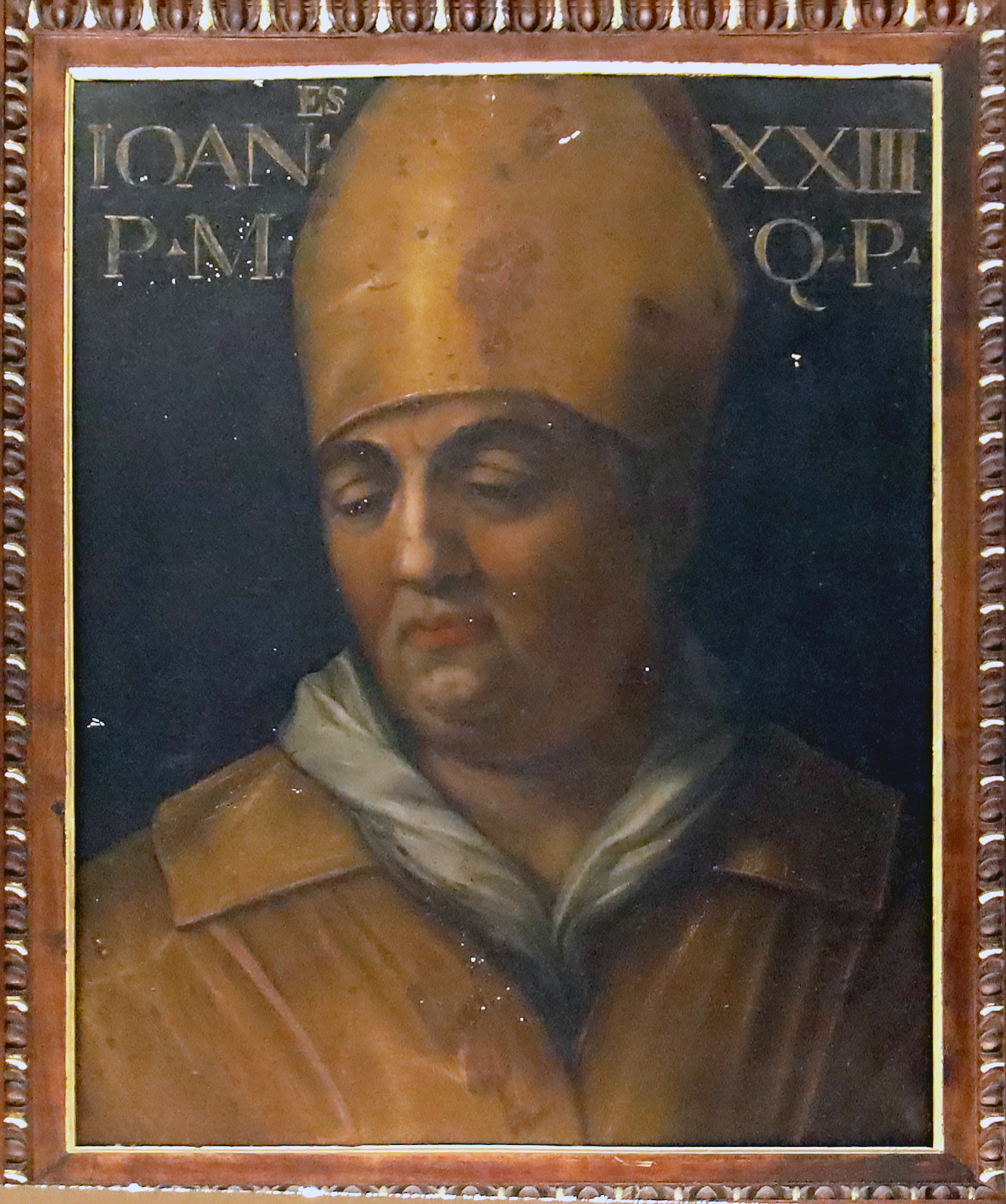
Juan XXIII.

### Obispo
En 1413 Juan XXIII le nombró patriarca de Constantinopla y administrador apostólico de la diócesis de Saint-Papoul.  Eran los tiempos del Cisma de Occidente, en el que tres papas al mismo tiempo se disputaban el trono de San Pedro, y el conde de Foix Jean de Grailly, que ejercía como capitán general de Languedoc y era partidario de Benedicto XIII, le impidió tomar posesion del obispado.
Asistió al Concilio de Constanza, donde fue uno de los electores del papa Martín V.  Fue trasladado de Saint-Papoul a Ginebra, donde debió afrontar los intentos del duque de Saboya Amadeo VIII de tomar el gobierno civil y eclesiástico.

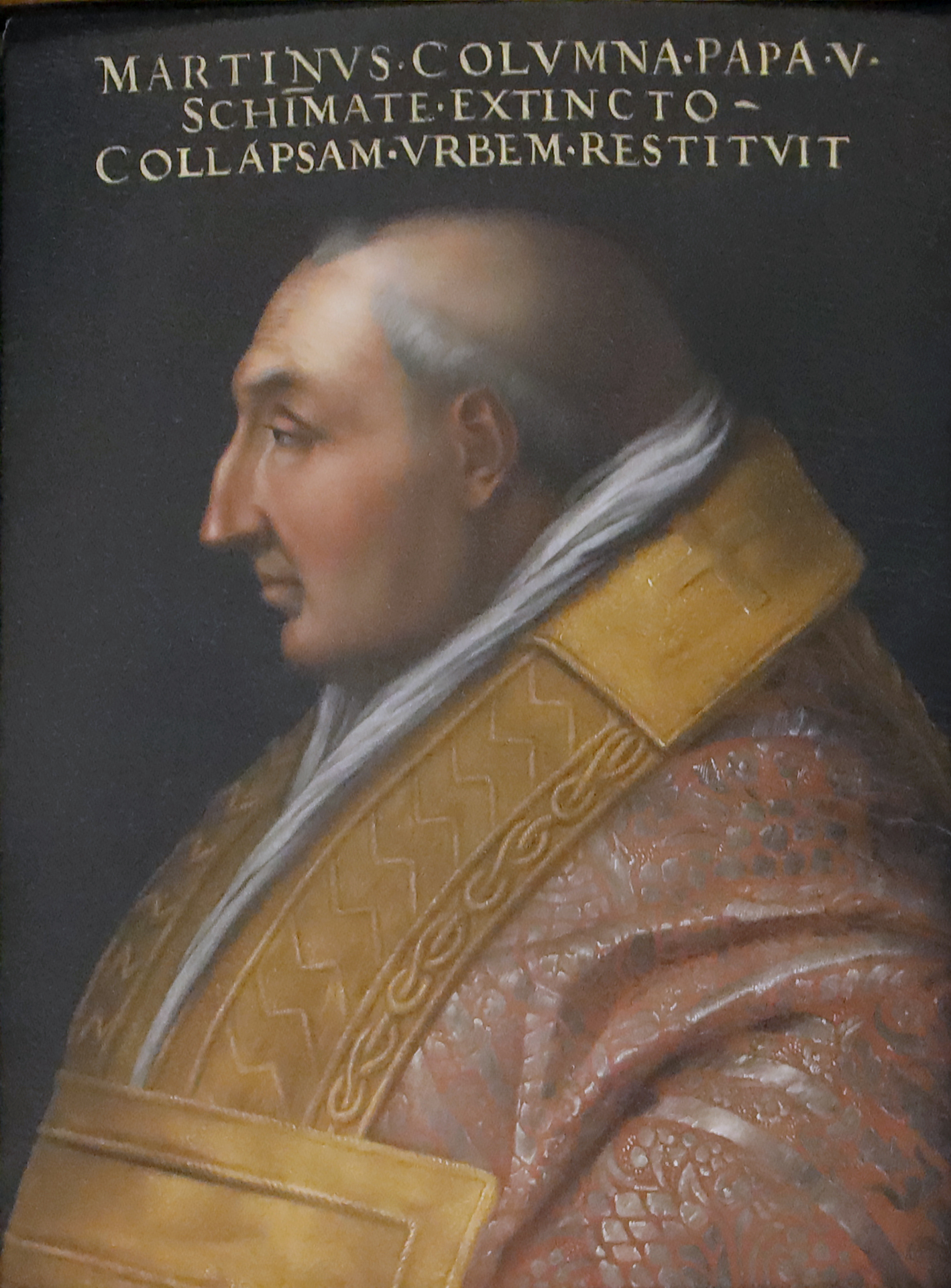
Martín V.

En 1422 fue nuevamente trasladado, esta vez a París, donde celebró el funeral por Carlos VI de Francia. En 1424, tras la muerte del arzobispo de Rouen Jean de Harcourt, el cabildo de la catedral eligió a Rochetaillée como su sucesor; en tal condición asistió al Concilio de Siena y fue miembro del consejo de regencia del duque de Bedford en el contexto de la Guerra de los Cien Años.

### Cardenal
Martín V le creó cardenal en el consistorio del 24 de mayo de 1426, con título de San Lorenzo en Lucina.  Desde 1429 fue arzobispo de Besançon, aunque su pontificado aquí estuvo plagado de problemas por sus desavenencias con los feligreses y las autoridades civiles.

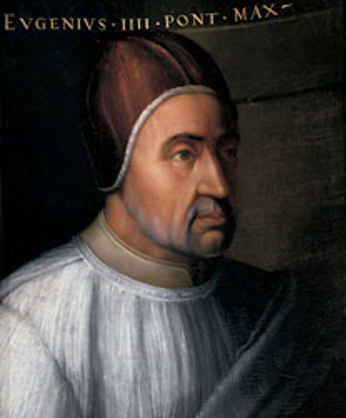
Eugenio IV.

Participó en el cónclave de 1431 en el que fue elegido papa Eugenio IV y desde el año siguiente asistió al concilio de Basilea, donde fue nombrado vicecanciller; sin embargo, cuando en el concilio se extendió la idea de que su autoridad era superior a la del papa, a principios de 1435 regresó a Roma junto a la corte pontificia.  
Algunos de sus biógrafos mencionan que fue nombrado legado en Bolonia, pero no hay constancia de ello.
Muerto en 1437 en Bolonia, o según otros en Ginebra, sus restos fueron trasladados y sepultados en el coro de la Catedral de Lyon sin ninguna inscripción fúnebre.

## Notas

Su escudo.